# 一恵
「一恵」（いちえ）は、山口百恵の32枚目のシングルである。発売元はCBSソニー。三浦友和との結婚式の当日の1980年11月19日にリリースされた。

## 概要
表題曲「一恵」は、前作「さよならの向う側」と同じく6分を超える長時間録音となっている。イントロと間奏部分に、百恵自身の「一期一会…」から始まるセリフが入っている（百恵のシングル曲でセリフが入るのは1975年の「湖の決心」以来5年ぶり2曲目）。作詞にクレジットされている「横須賀恵」は、山口百恵本人の作詞時に使用していたペンネームである。作曲は1978年の「いい日旅立ち」以来2年ぶりに、当時アリスでも活動中だった谷村新司が担当した。谷村は同じ1978年に、横須賀恵名義での作詞による「通りすぎた風」への作曲も行っている。
B面曲「想い出のストロベリーフィールズ」は、前月に発売されたラスト・オリジナル・アルバム『This is my trial』よりリカット。A・B両面とも本人作詞によるシングルは本作が最初で最後となった。
シングルレコードはダブル・ジャケット仕様となっており、特別価格の900円で発売された。ジャケット裏には「としごろ」から「さよならの向う側」まで31作のシングルジャケットが載っている。また、「ありがとう」というメッセージとサインが書かれた色紙のコピーが付けられた。ジャケットの写真は篠山紀信の撮影によるもの。
このシングルで通算29作目のオリコンBEST10入りとなり、女性アイドル歌手としては当時1位の記録であった。また、シングルBEST10入り週数が通算239週という記録も当時の歴代1位だった。
本作は百恵の引退後にリリースされた作品であるが、引退前の9月22日放送のフジテレビ『夜のヒットスタジオ』で初公開となる。また、10月5日開催の日本武道館のファイナル・コンサートでも同曲を披露した。

### 収録曲
| #         | タイトル                           | 作詞      | 作曲      | 編曲      | 時間  |
| --------- | ---------------------------------- | --------- | --------- | --------- | ----- |
| 1.        | 「一恵」                           | 横須賀恵  | 谷村新司  | 萩田光雄  | 6:08  |
| 2.        | 「想い出のストロベリーフィールズ」 | 横須賀恵  | 杉真理    | 萩田光雄  | 4:02  |
| 合計時間: | 合計時間:                          | 合計時間: | 合計時間: | 合計時間: | 10:10 |

## 品番
- 1980年11月19日 - EP: 09SH 894（シングル）
- 1989年3月21日 - 8cmCD: 10EH 3188（「Platinum Single SERIES」 片面: さよならの向う側）
- 2004年7月22日 - 8cmCD: MHCL 10054（オリジナル・カラオケ、「This is my trial」 初回紙ジャケ仕様盤）

## 関連作品
一恵
- 33 SINGLES MOMOE
- 山口百恵ベスト・コレクション
- 百恵復活
- 百恵クライマックス
- 百惠辞典
- 山口百惠ベスト・コレクションII 〜いい日旅立ち〜
- ベスト・セレクション Vol.2
- GOLDEN J-POP/THE BEST 山口百惠
- 2000 BEST 山口百恵 ベスト・コレクション
- GOLDEN☆BEST 山口百恵 PLAYBACK MOMOE part2
- 山口百恵ベスト・コレクション VOL.2
- MOMOE PREMIUM update
- Complete MOMOE PREMIUM
- コンプリート百恵伝説
- GOLDEN☆BEST 山口百恵 コンプリート・シングルコレクション

一恵 （ライブ音源）
- 伝説から神話へ -BUDOKAN…AT LAST-
- MOMOE LIVE PREMIUM

想い出のストロベリーフィールズ
- This is my trial
- 百惠辞典
- MOMOE PREMIUM
- Complete MOMOE PREMIUM
- コンプリート百恵伝説